# 共产主义联盟 (瑞典)
共产主义联盟（瑞典语：Kommunistiska Förbundet）是瑞典的一个已不存在的小型共产主义政党。该党成立于1989年，由一些退出第四国际瑞典支部社会党的人组成。它的意识形态是共产主义、马克思主义。它的政治立场是极左翼。它是探路者倾向的成员。